# 加恩德尔巴尔
加恩德尔巴尔（Ganderbal），是印度查谟和克什米尔加恩德爾巴爾縣的一个城镇。人口297,446（2011年）。

## 人口
2011年人口297,446人，其中男性7401人，女性6543人；0—6岁人口1666人，其中男818人，女848人。